# Boris Ignat'ev
Boris Petrovič Ignat'ev (in russo Борис Петрович Игнатьев?; Mosca, 5 dicembre 1940) è un ex calciatore e allenatore di calcio sovietico e russo.

## Carriera

### Calciatore
La sua carriera di calciatore si è dipanata per lo più in Vtoraja Gruppa A, il nome con cui era all'epoca conosciuta la seconda serie del campionato sovietico di calcio. Col Volga Gor'kij nel 1963 riuscì a conquistare l'accesso alla massima serie, nella quale giocò 7 gare nella stagione 1964, conclusasi con la retrocessione del Volga dopo spareggio col T'orp'edo Kutaisi.
Concluse la carriera al Dinamo Celinograd e, nel 1972, allo Stroitel' Ufa, in terza serie.

### Allenatore
Ben più rilevante è stata la carriera di allenatore: cominciò nel 1973 nella terza serie sovietica come allenatore del Torpedo Vladimir, con cui vinse il proprio girone sia nel 1974 che nel 1975; in entrambe le circostanze non raggiunse la seconda serie, avendo perso i play-off promozione. Fu selezionatore per oltre 10 anni delle nazionali giovanili sovietiche, condusse l'Under-19 alla conquista del campionato di categoria nel 1988. Ciò gli consentì di partecipare al Campionato mondiale di calcio Under-20 1989, dove fu eliminato ai quarti dalla Nigeria.
Con la fine dell'Unione Sovietica, per la nazionale russa è stato vice prima di Sadyrin e poi di Romancev, per poi divenire primo allenatore dopo il deludente Europeo 1996. Guidò, quindi, la Russia durante le qualificazioni al campionato mondiale di calcio 1998; fallì l'obiettivo perdendo i play-off contro l'Italia: 1-1 casalingo nella gara di andata a Mosca (che segnò l'esordio in nazionale di Gianluigi Buffon), sconfitta 1-0 allo Stadio San Paolo di Napoli. Dopo i mondiali fu sostituito da Anatolij Byšovec.
Divenuto allenatore del Torpedo-ZIL, condusse il club alla vittoria del proprio girone di terza serie nel 1998, riuscendo a battere anche il Neftechimik nello spareggio, raggiungendo la seconda serie. Nel giro di due anni condusse il club in massima serie, grazie al secondo posto finale nel 2000.
Passò ad allenare in Cina il Shandong Taishan, senza risultati di rilievo. In seguito si limitò a ruolo di assistenza e consulenza, con l'eccezione del Saturn (che guidò in massima serie nel 2004, ma fu esonerato a settembre dopo tre sconfitte consecutive e Torpedo Mosca, che ha guidato alla salvezza in seconda serie nella stagione 2012-2013.
Smessi i panni dell'allenatore, ha rivestito il ruolo di vice presidente della stessa Torpedo per 5 anni (dal 2013 al 2018). Nel corso negli anni ha alternato la carriera di allenatore a ruoli più manageriali: nel 2002 all'Alanija Vladikavkaz ha svolto il ruolo di consulente di mercato, mentre è stato direttore sportivo di Lokomotiv Mosca (nel 2003)
e Dinamo Mosca (nel 2006).

## Statistiche

### Statistiche da allenatore

#### Panchine da commissario tecnico della nazionale russa[11]
| Cronologia completa delle presenze e delle reti in nazionale ― Russia | Cronologia completa delle presenze e delle reti in nazionale ― Russia | Cronologia completa delle presenze e delle reti in nazionale ― Russia | Cronologia completa delle presenze e delle reti in nazionale ― Russia | Cronologia completa delle presenze e delle reti in nazionale ― Russia | Cronologia completa delle presenze e delle reti in nazionale ― Russia | Cronologia completa delle presenze e delle reti in nazionale ― Russia | Cronologia completa delle presenze e delle reti in nazionale ― Russia |
| Data                                                                  | Città                                                                 | In casa                                                               | Risultato                                                             | Ospiti                                                                | Competizione                                                          | Reti                                                                  | Note                                                                  |
| --------------------------------------------------------------------- | --------------------------------------------------------------------- | --------------------------------------------------------------------- | --------------------------------------------------------------------- | --------------------------------------------------------------------- | --------------------------------------------------------------------- | --------------------------------------------------------------------- | --------------------------------------------------------------------- |
| 28-8-1996                                                             | Mosca                                                                 | Russia                                                                | 2 – 2                                                                 | Brasile                                                               | Amichevole                                                            | -                                                                     |                                                                       |
| 1-9-1996                                                              | Mosca                                                                 | Russia                                                                | 4 – 0                                                                 | Cipro                                                                 | Qual. Mondiali 1998                                                   | -                                                                     |                                                                       |
| 9-10-1996                                                             | Ramat Gan                                                             | Israele                                                               | 1 – 1                                                                 | Russia                                                                | Qual. Mondiali 1998                                                   | -                                                                     |                                                                       |
| 10-11-1996                                                            | Lussemburgo                                                           | Lussemburgo                                                           | 0 – 4                                                                 | Russia                                                                | Qual. Mondiali 1998                                                   | -                                                                     |                                                                       |
| 7-2-1997                                                              | Hong Kong                                                             | Russia                                                                | 1 – 1                                                                 | Jugoslavia                                                            | Amichevole                                                            | -                                                                     |                                                                       |
| 10-2-1997                                                             | Hong Kong                                                             | Russia                                                                | 2 – 1                                                                 | Svizzera                                                              | Amichevole                                                            | -                                                                     |                                                                       |
| 12-3-1997                                                             | Belgrado                                                              | Jugoslavia                                                            | 0 – 0                                                                 | Russia                                                                | Amichevole                                                            | -                                                                     |                                                                       |
| 29-3-1997                                                             | Paralimni                                                             | Cipro                                                                 | 1 – 1                                                                 | Russia                                                                | Qual. Mondiali 1998                                                   | -                                                                     |                                                                       |
| 30-4-1997                                                             | Mosca                                                                 | Russia                                                                | 3 – 0                                                                 | Lussemburgo                                                           | Qual. Mondiali 1998                                                   | -                                                                     |                                                                       |
| 8-6-1997                                                              | Mosca                                                                 | Russia                                                                | 2 – 0                                                                 | Israele                                                               | Qual. Mondiali 1998                                                   | -                                                                     |                                                                       |
| 20-8-1997                                                             | San Pietroburgo                                                       | Russia                                                                | 0 – 1                                                                 | Jugoslavia                                                            | Amichevole                                                            | -                                                                     |                                                                       |
| 10-9-1997                                                             | Sofia                                                                 | Bulgaria                                                              | 1 – 0                                                                 | Russia                                                                | Qual. Mondiali 1998                                                   | -                                                                     |                                                                       |
| 11-10-1997                                                            | Mosca                                                                 | Russia                                                                | 4 – 2                                                                 | Bulgaria                                                              | Qual. Mondiali 1998                                                   | -                                                                     |                                                                       |
| 29-10-1997                                                            | Mosca                                                                 | Russia                                                                | 1 – 1                                                                 | Italia                                                                | Qual. Mondiali 1998                                                   | -                                                                     |                                                                       |
| 15-11-1997                                                            | Napoli                                                                | Italia                                                                | 1 – 0                                                                 | Russia                                                                | Qual. Mondiali 1998                                                   | -                                                                     |                                                                       |
| 18-2-1998                                                             | Amarousio                                                             | Grecia                                                                | 1 – 1                                                                 | Russia                                                                | Amichevole                                                            | -                                                                     |                                                                       |
| 25-3-1998                                                             | Mosca                                                                 | Russia                                                                | 1 – 0                                                                 | Francia                                                               | Amichevole                                                            | -                                                                     |                                                                       |
| 22-4-1998                                                             | Mosca                                                                 | Russia                                                                | 1 – 0                                                                 | Turchia                                                               | Amichevole                                                            | -                                                                     |                                                                       |
| 27-5-1998                                                             | Chorzów                                                               | Polonia                                                               | 3 – 1                                                                 | Russia                                                                | Amichevole                                                            | -                                                                     |                                                                       |
| 30-5-1998                                                             | Tbilisi                                                               | Georgia                                                               | 1 – 1                                                                 | Russia                                                                | Amichevole                                                            | -                                                                     |                                                                       |
| Totale                                                                |                                                                       | Presenze                                                              | 20                                                                    |                                                                       | Reti                                                                  |                                                                       |                                                                       |

## Palmarès

### Allenatore
- Vtoraja Liga: 2

Torpedo Vladimir: 1974 (Girone 3), 1975 (Girone 3)
- Campionato europeo di calcio Under-19: 1

URSS: 1988.
- Vtoroj divizion: 1

Torpedo-ZIL: 1998 (Girone Ovest)